# 4585 Ainonai
4585 Ainonai este un asteroid din centura principală, descoperit pe 16 mai 1990 de Kin Endate și Kazuo Watanabe.